# Valle De Ocosingo
El Valle De Ocosingo corre paralelo a las corrientes de los ríos Jataté y la Virgen en el Municipio de Ocosingo, Chiapas. En una zona de transitoriedad de las regiones fisiográficas Montañas Del Oriente y Meseta Central De Chiapas.

## Clima
El clima predominante es el cálido húmedo con lluvias en verano lo que lo provee de una hermosa vegetación selvática reemplazada por bosques de pino y encino en las faldas de los cerros que lo rodean.

## Población
La población aproximada del valle es de unos 75,000 habitantes distribuidos en su mayoría en la ciudad de Ocosingo (60,000 habs. aprox) y en las comunidades y rancherías a su alrededor, la etnia predominante es la Tzeltal.

## Economía
La Población del valle se concentra en la ganadería y agricultura con una incipiente industrialización sobre todo en la ciudad de Ocosingo donde algunos productos agrícolas y ganaderos son transformados para su distribución por todo el estado, tal el caso del famoso queso de bola.

## Rasgos Geológicos
El valle corre paralelo a las corrientes de los ríos Jataté y La Virgen, en una zona de transitoriedad de las regiones fisiográficas Montañas Del Oriente y Meseta Central De Chiapas, el tipo de suelo predominante es la Lutita, suelo apto para la agricultura sobre todo frutícola.

## Turismo
En el valle de Ocosingo se puede visitar la ciudad de Ocosingo que posee monumentos históricos como La Parroquia de San Jacinto que data del siglo XVI y su centro histórico, la zona arqueológica de Toniná, los ríos Jataté y Las Lajas, así como un precioso cañón formado por el primero en la zona más Oriental Del Valle, las cascadas de Santa Clara ubicadas a 17 km de la ciudad, además se puede apreciar uno de los más bellos paisajes ganaderos de Chiapas.
- Datos: Q5858906